# 1940 no jornalismo
Nesta página encontrará referências aos acontecimentos directamente relacionados com o jornalismo ocorridos durante o ano de 1940.

## Nascimentos
| Data           | Nome                     | Profissão                       | Nacionalidade | Observações | Ref |
| -------------- | ------------------------ | ------------------------------- | ------------- | ----------- | --- |
| 15 de junho    | Kenizé Mourad            | jornalista e escritora          | França        |             |     |
| 3 de setembro  | Eduardo Galeano          | jornalista e escritor           | Uruguai       |             |     |
| 10 de setembro | José Carlos Vasconcelos  | jornalista, advogado e político | Portugal      |             |     |
| 13 de setembro | Antônio Torres           | jornalista e escritor           | Brasil        |             |     |
| 31 de dezembro | Armando Pereira da Silva | jornalista                      | Portugal      |             |     |

## Mortes
| Data          | Nome        | Profissão             | Nacionalidade | Observações | Ref |
| ------------- | ----------- | --------------------- | ------------- | ----------- | --- |
| 27 de janeiro | Isaac Babel | jornalista e escritor | Império Russo | n. 1894     |     |